# Lander Van Droogenbroeck
Lander Van Droogenbroeck (Asse, 27 september 1983) is een Belgische atleet, die vooral succesvol is op de lange afstand.

## Loopbaan
Zijn beste prestaties leverde Van Droogenbroeck in 2011 op de traditioneel sterk bezette marathons in Antwerpen en Eindhoven, waar hij tweemaal als eerste Europeaan finishte. Daarnaast won hij de Partena Run Classics Vlaanderen in 2010. Hij werd in 2010 en 2011 marathonkampioen van de Benelux.
Van Droogenbroeck was aangesloten bij AC Lebbeke en komt momenteel uit voor Dilbeek AC.
Van Droogenbroeck werd in april 2013 benoemd tot gemeentesecretaris van de gemeente Asse, in 2018 werd hij algemeen directeur van het OCMW en het gemeentebestuur van Asse. Eind 2005 was hij bij de gemeente begonnen als sportfunctionaris.

## Persoonlijke records
| Onderdeel      | Prestatie | Datum          | Plaats    |
| -------------- | --------- | -------------- | --------- |
| halve marathon | 1:04.46   | 27 maart 2011  | Venlo     |
| marathon       | 2:16.18   | 9 oktober 2011 | Eindhoven |

## Palmares

### 5000 m
- 2008:  BK AC - 14.40,88

### 10.000 m
- 2008:  BK AC - 30.10,76
- 2009:  BK AC - 30.44,63

### halve marathon
- 2011: 9e Venloop - 1:04.46
- 2013: 6e Groet uit Schoorl Run - 1:10.24
- 2013:  halve marathon van Brussel - 1:09.51
- 2015:  halve marathon van Brussel - 1:09.03
- 2016:  halve marathon van Brussel - 1:08.57
- 2017:  Groet uit Schoorl Run - 1:09.09

### 30 km
- 2012:  Groet uit Schoorl Run - 1:36.53

### marathon
- 2010: 11e marathon van Eindhoven - 2:19.40 (Benelux kampioen)
- 2011:  marathon van Antwerpen - 2:16.21
- 2011: 15e marathon van Eindhoven - 2:16.18 (Benelux kampioen)
- 2012:  marathon van Antwerpen - 2:16.49
- 2014: 17e marathon van Rotterdam - 2:18.48

### veldlopen
- 2002: 64e EK U20 te Medulin

### overige
- 2010:  Run Classics Vlaanderen